# Città Vecchia (Košice)
La Città Vecchia di Košice (in slovacco Staré Mesto) è un quartiere, con autonomia a livello di comune, che corrisponde al centro storico della città di Košice, capoluogo della regione omonima della Slovacchia, facente parte del distretto di Košice I.